# Paradelphomyia polysticta
Paradelphomyia polysticta är en tvåvingeart som först beskrevs av Edwards 1934.  Paradelphomyia polysticta ingår i släktet Paradelphomyia och familjen småharkrankar.
Artens utbredningsområde är São Tomé. Inga underarter finns listade i Catalogue of Life.